# Ville-devant-Chaumont
Ville-devant-Chaumont és un municipi francès situat al departament del Mosa i a la regió del Gran Est. L'any 2007 tenia 63 habitants.

## Demografia

### Població
El 2007 la població de fet de Ville-devant-Chaumont era de 63 persones. Hi havia 29 famílies, de les quals 10 eren unipersonals (5 homes vivint sols i 5 dones vivint soles), 9 parelles sense fills, 5 parelles amb fills i 5 famílies monoparentals amb fills.
La població ha evolucionat segons el següent gràfic:
Habitants censats

### Habitatges
Tots els 27 habitatges que hi havia el 2007 eren l'habitatge principal de la família. 26 eren cases i 1 era un apartament. Dels 27 habitatges principals, 24 estaven ocupats pels seus propietaris, 2 estaven llogats i ocupats pels llogaters i 1 estava cedit a títol gratuït; 2 tenien tres cambres, 9 en tenien quatre i 16 en tenien cinc o més. 17 habitatges disposaven pel capbaix d'una plaça de pàrquing. A 12 habitatges hi havia un automòbil i a 10 n'hi havia dos o més.

### Piràmide de població
La piràmide de població per edats i sexe el 2009 era:
| Homes | Edats   | Dones |
| ----- | ------- | ----- |
| 0     | 95 o +  | 0     |
| 0     | 90 a 94 | 0     |
| 4     | 85 a 89 | 0     |
| 0     | 80 a 84 | 0     |
| 0     | 75 a 79 | 4     |
| 0     | 70 a 74 | 0     |
| 0     | 65 a 69 | 0     |
| 0     | 60 a 64 | 4     |
| 0     | 55 a 59 | 0     |
| 0     | 50 a 54 | 0     |
| 0     | 45 a 49 | 0     |
| 8     | 40 a 44 | 0     |
| 4     | 35 a 39 | 4     |
| 0     | 30 a 34 | 0     |
| 0     | 25 a 29 | 0     |
| 0     | 20 a 24 | 0     |
| 0     | 15 a 19 | 0     |
| 4     | 10 a 14 | 4     |
| 0     | 5 a 9   | 0     |
| 0     | 0 a 4   | 0     |

## Economia
El 2007 la població en edat de treballar era de 45 persones, 29 eren actives i 16 eren inactives. De les 29 persones actives 26 estaven ocupades (16 homes i 10 dones) i 3 estaven aturades (2 homes i 1 dona). De les 16 persones inactives 6 estaven jubilades, 5 estaven estudiant i 5 estaven classificades com a «altres inactius».
Activitats econòmiques
L'únic establiment que hi havia el 2007 era d'una empresa de comerç i reparació d'automòbils.
L'any 2000 a Ville-devant-Chaumont hi havia 4 explotacions agrícoles que ocupaven un total de 648 hectàrees.

## Poblacions més properes
El següent diagrama mostra les poblacions més properes.